# ولاية أغواسكالينتس
وِلَايَةُ أَغْوَسْكَلْيَنْتَس أو آوَسْكَلْيَنْتَس (بالإسبانية: Aguascalientes؛ ومعناه: المياه الحامية) ولاية تتوسط المكسيك، وتحيط بها ولاية السَّكَاتِيك التي كانت تابعة لها من ثلاث جهات، والنسبة إليها أَغْوَسْكِيٌّ أو آوَسْكِيٌّ. سميت باسم عاصمتها مدينة أغوسكلينتيس لوفرة العيون الحمئة فيها.

## تاريخها
أنشئت ولاية المكسيك في 27 أكتوبر 1875، عند انفصالها عن ولاية السكاتيك.

## سكانها
- يشكل البيض نسبة 53% من إجمالي سكان ولاية أغواس كالينتس (معظمهم من الإسبان، الفرنسيين، الإيطالين، الروس البولندين، الألمان، السويد، اليونانيين والرومان)
- نسبة 44% من من المختلط (أمريكان-أوربيين).
- نسبة 2% من الآسيويين (الفلبين، اليابان، كوريا).
- نسبة 1% من الأمريكان والكنديين.

## الاقتصاد والصناعة
الولاية قريبة من العاصمة وبدأت تقوم فيها الصناعات القوية المنافسة. ومن أهم الصناعات في الولاية هي تعدين الفضة حيث تعتبر من الصناعات التي تخصص لها الولاية قدرا كبيرا من الاهتمام ويخدم تلك الصناعة خطوط للسكك الحديدية، وكذلك وقوع الولاية بين أكثر ثلاث مناطق من حيث الكثافة السكاني هم مدينة مكسيكو، وادي الحجارة، ومونتيري.

## أعلام
- أنابل فيريرا
- مانويل دياز
- رودولفو دي أندا
- ألبرتو روجاس
- فرناندو كاستانييدا
- خورخي أرتيجا